# Раскаеци (Дамбовица)
Раскаеци (рум. Răscăeți) насеље је у Румунији у округу Дамбовица у општини Раскаеци. Oпштина се налази на надморској висини од 177 m.

## Становништво
Према подацима из 2002. године у насељу је живело 2174 становника, од којих су сви румунске националности.